# Kurmanbek Bakíev
Kurmanbek Salíyevich Bakíev (Курманбек Салиевич Бакиев en el alfabeto cirílico); (Masadan, Provincia de Jalal-Abad, RSS de Kirguistán, 1 de agosto de 1949), es un ingeniero y político kirguís, presidente de Kirguistán desde agosto de 2005 hasta abril de 2010. Fue el líder del Movimiento Popular de Kirguistán, una coalición de partidos, y obtenía la mayoría de sus votos en la parte sur del país. Como político profesional entrenado por los soviéticos, era también popular entre la población de etnia rusa, soporte fundamental de la industria del país, y entre los intelectuales del norte.
Bakíyev llegó al poder como consecuencia de la Revolución de los Tulipanes, una serie de disturbios civiles que culminaron el 23 de marzo de 2005 con la renuncia del presidente Askar Akáyev y la instalación de Bakíyev en su lugar. Meses después, como candidato del MPK, fue elegido presidente prácticamente sin oposición, bajo la promesa de reducir los poderes presidenciales, democratizar el sistema político y aumentar la transparencia gubernamental. Sin embargo, el primer mandato de Bakíyev se caracterizó por un preocupante aumento de la corrupción, la pobreza, el desempleo y la dependencia económica de Rusia. A su vez, la situación política del país continuó siendo inestable y autoritaria, llegando, según Freedom House, a estándares peores a los de la época de Akayev. Tras una controvertida reforma constitucional, Bakíyev se presentó a la reelección en 2009, triunfando por aplastante margen luego de que Almazbek Atambayev, el principal candidato de la oposición, se retirara denunciando fraude electoral.
El segundo mandato de Bakíyev se vio marcado por un dramático empeoramiento de la situación económica y energética, ocurriendo varios apagones a principios de 2010. Paralelamente, la situación exterior empeoró y el gobierno ruso de Dmitri Medvédev le retiró su apoyo a finales de marzo de 2010. En ese contexto, el 6 de abril estalló una revuelta social generalizada que forzó a Bakíyev a abandonar la capital, siendo declarado al día siguiente un gobierno provisional bajo el liderazgo de Rosa Otunbáeva, aunque algunas zonas del país permanecieron bajo el control del régimen durante toda la semana posterior. Los disturbios, que dejaron al país al borde de la guerra civil, finalizaron con la renuncia de Bakíyev el 15 de abril y su huida del país a Bielorrusia, donde el presidente Aleksandr Lukashenko le concedió asilo político.

## Biografía

### Primeros años
En 1972, Bakíyev se graduó en el Instituto Politécnico de Kúibyshev como ingeniero eléctrico; de 1974 a 1976 sirvió en el Ejército Rojo soviético. En 1979, era sub-ingeniero jefe en una fábrica de Jalalabad, y en 1990 había llegado a ser director de la misma, año en el que la abandonó para comenzar su carrera política.

### Revolución de los Tulipanes
Inicialmente ocupó el cargo de primer secretario del ayuntamiento de Kok-Yangak para después convertirse en el presidente del sóviet supremo de la ciudad. En 1995, durante la presidencia de Askar Akáyev, Bakíyev fue llamado a ocupar el cargo de gobernador provincial del óblast de Jalal-Abad, tras haber sido anteriormente el vicepresidente. Luego sirvió como gobernador del óblast de Chui entre abril de 1997 y diciembre de 2000, y como primer ministro desde el 21 de diciembre de 2000 al 22 de mayo de 2002, pero renunció a este cargo tras el asesinato de cinco manifestantes por la policía tras unas protestas contra Akayev en la ciudad de Aksy.
Bakíyev fue uno de los destacados líderes políticos que participaron en la Revolución de los Tulipanes, una serie de protestas multitudinarias contra el gobierno autoritario de Akáyev, iniciadas luego de un posible fraude en las elecciones parlamentarias de febrero de 2005. Bakíyev y el Movimiento Popular de Kirguistán se unieron oficialmente a las protestas el 10 de marzo. Casi dos semanas después, 23 de marzo, Akáyev abandonó el país con su familia, y el primer ministro Nikolái Tanáiev, dimitió ese mismo día, lo que provocó un vacío de poder, ya que la constitución de Kirguistán ponía al primer ministro como sucesor directo del presidente. Luego de un gobierno de dos días del presidente del Parlamento Ishenbai Kadyrbeko, considerado inconstitucional, el Parlamento nombró a Bakíyev Presidente interino.
El interinato de Bakíyev se caracterizó, según acusaciones internacionales, por la falta de transparencia, el aumento de la violencia política y la discriminación contra las minorías rusas. Esto no impidió, sin embargo, que Bakíyev ganara las elecciones presidenciales del 10 de julio de 2005 con un 89% de los votos emitidos (participación del 53%). Esta victoria puede ser atribuida en parte a su alianza política con Felix Kulov, que fue nombrado primer ministro posteriormente. Bakíyev fue investido el 14 de agosto de ese mismo año en la capital Biskek.

### Presidente de la República Kirguisa

#### Primer mandato: 2005 - 2009

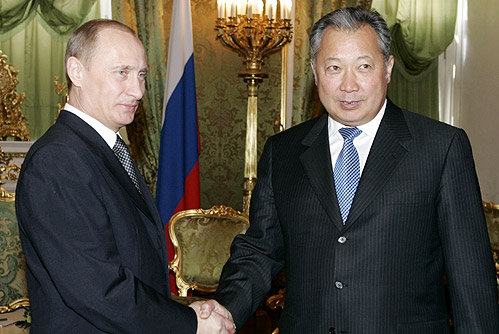
Bakíyev junto a Vladímir Putin, entonces Primer ministro de Rusia.

A pesar de las esperanzas iniciales, el plazo de Bakíyev en el cargo se vio empañado por el asesinato de varios destacados políticos, por las revueltas, y por los problemas económicos y las batallas por el control de los negocios lucrativos. Para 2006, Bakíyev se enfrentaba a una crisis política, mientras que miles de personas participaron en una serie de protestas en Biskek. Se le acusó de no seguir adelante con sus promesas iniciales de limitar el poder presidencial, dar más autoridad al Parlamento y al primer ministro, y erradicar la corrupción y el crimen. Bakíyev afirmó varias veces que la oposición estaba planificando un golpe de Estado contra él, lo que causó varios arrestos arbitrarios y numerosas violaciones a los derechos humanos.
En abril de 2007, la oposición organizó y llevó a cabo numerosas protestas para exigir la renuncia de Bakíyev, siendo la primera de estas el 11 de abril, en Biskek. El día anterior, Bakíyev había firmado varias enmiendas constitucionales para reducir su poder como jefe de Estado, pero las protestas continuaron, bajo el pretexto de que no cesarían hasta que el presidente renunciara. Los enfrentamientos entre manifestantes y policías estallaron el 19 de abril, y siendo reprimidas las protestas con éxito a partir de ese día.
Las enmiendas constitucionales firmadas por Bakíev fueron invalidadas por el Tribunal Constitucional Kirguís. En respuesta, Bakíev convocó a un referéndum nacional el 19 de octubre de 2007. Sus propuestas eran aumentar los escaños del Consejo Supremo de 75 a 90, pero también despojarlo de varios poderes que eran otorgados al Presidente, y en la práctica impedir las candidaturas independientes, requiriéndose una victoria del 5% en cada uno de los Óblast del país. Los cambios constitucionales fueron aprobados por casi un 95% de los votos cada una, en medio de diversas acusaciones. Mientras que la oposición denunciaba fraude, la OSCE criticó el referéndum afirmando que el pueblo estaba políticamente desinformado y que la conciencia popular sobre lo que estaba en juego en el referéndum era baja. Bajo la nueva constitución, Bakíev adelantó las elecciones parlamentarias a diciembre de ese mismo año y fundó su propio partido, Ak Jol. Frustrado por las denuncias de fraude y las pocas probabilidades de que estas elecciones fueran limpias y justas, el primer ministro Almazbek Atambáyev, del Partido Socialdemócrata, presentó su dimisión.

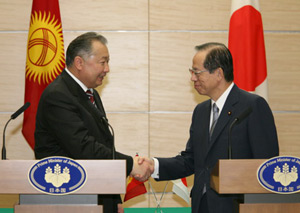
Bakíev junto a Yasuo Fukuda, Primer ministro de Japón, a finales de 2007.

En cuanto a la política exterior, uno de los principales objetivos de la administración de Bakíyev fue mejorar las relaciones con la República Popular China, las cuales eran tensas desde la independencia kirguisa, ya que el gobierno Chino temía que la aparición de un estado túrquico fronterizo exacerbaría los independentismos en la región uigur de Sinkiang (véase Conflicto en Sinkiang). Las relaciones con el país vecino mejoraron notablemente, y el número de estudiantes chinos en Kirguistán aumentó considerablemente durante el mandato de Bakíyev.

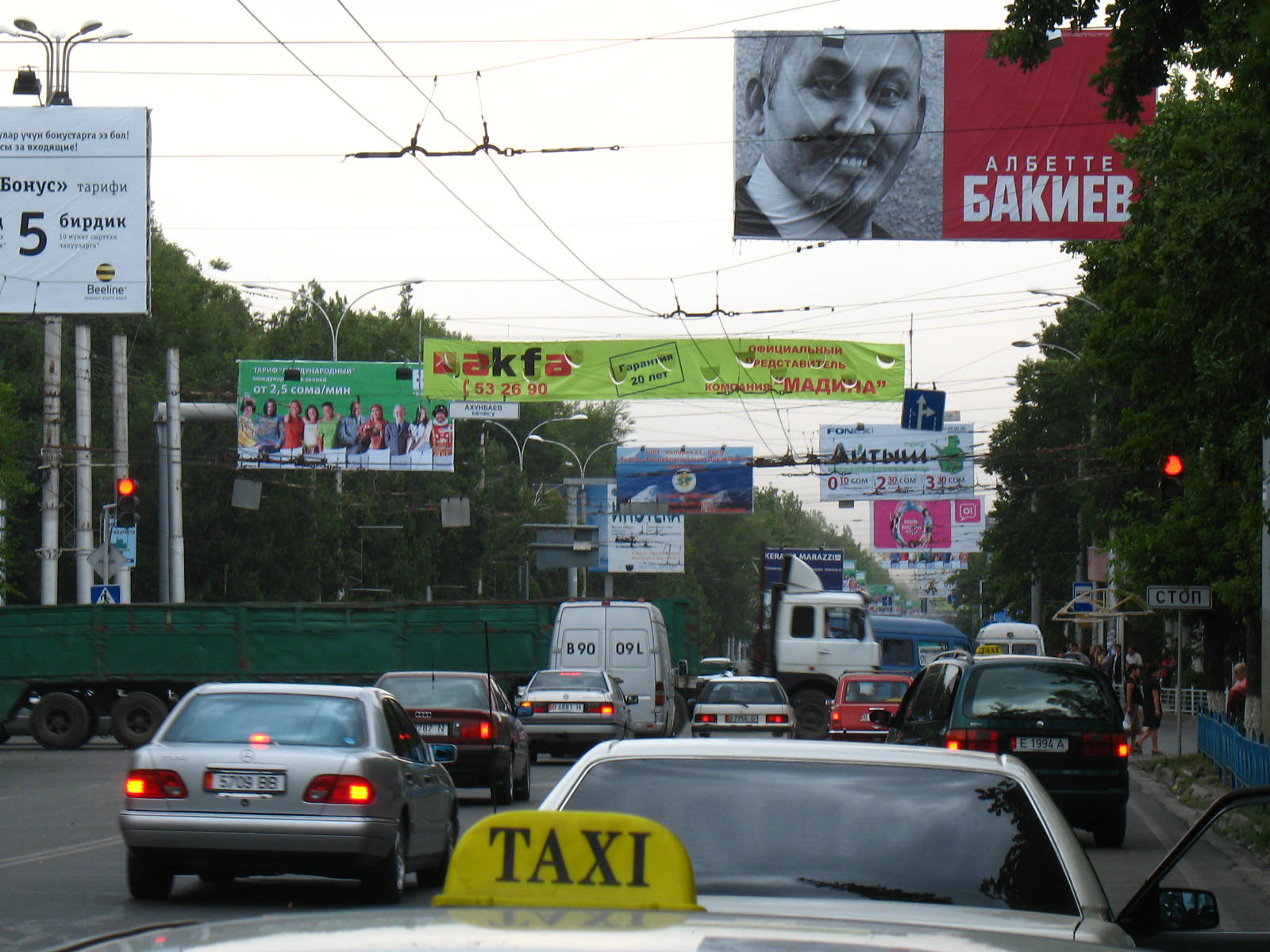
"Bakíyev, por supuesto", afiche de campaña por la reelección de Bakíyev en julio de 2009.

En febrero de 2009, mientras se encontraba en Moscú, Bakíyev anunció el desalojo de la base aérea estadounidense de Kirguistán, justo después de una reunión con el presidente ruso, Dmitri Medvédev, durante el cual el gobierno de Rusia prometió un $2 billones de inversión.
A pesar de un cambio constitucional que extendía el mandato presidencial de cuatro a cinco años, el Tribunal Superior dictaminó que no se aplicaría sino hasta la próxima elección, por lo que las elecciones presidenciales se celebraron el 23 de julio de 2009. Bakíyev anunció que se presentaría a la reelección, y su principal oponente fue Atambáyev, que era líder del único partido opositor que había conseguido escaños en el parlamento, Aunque también fueron aprobadas las candidaturas de Toktayym Ümötalieva, Jengishbek Nazaraliev, y Temir Sariev. El día de la votación Nazaraliev, y posteriormente Atambáyev, retiraron sus candidaturas alegando que se estaba cometiendo un fraude electoral generalizado. Nazaraliev afirmó que el gobierno salido de dichos comicios sería ilegítimo, y Atambáyev declaró: "Debido a violaciones masivas, sin precedentes, consideramos estas elecciones ilegítimas y exigimos que una nueva elección debe ser realizada."
La participación en las elecciones fue del 79,3%, y Bakíyev ganó la reelección para un mandato de cinco años, destinado a finalizar en 2014 con un altamente cuestionado 76,12% de los votos. Fue juramentado oficialmente el 2 de agosto de 2009.

#### Segundo mandato: 2009 - 2010
Tras su reelección y juramentación, Bakíyev prometió reformas políticas y económicas, aunque algunos periódicos que se mostraron escépticos lo compararon con otros líderes de la región, como Vladímir Putin de Rusia o Nursultán Nazarbáyev de Kazajistán. A pesar de las promesas, Bakíyev inició su segundo mandato en plena Gran Recesión de 2008, y la carencia de recursos provocó en el pueblo kirguís una importante ansiedad por el riesgo de que hubiera una escasez de energía, problema que ya afectaba continuamente a la joven república. Efectivamente, en el invierno de 2010, se produjeron diversos apagones en todo el país, y el precio de la energía aumentó considerablemente, lo cual produjo un descontento general contra el régimen de Bakíyev.

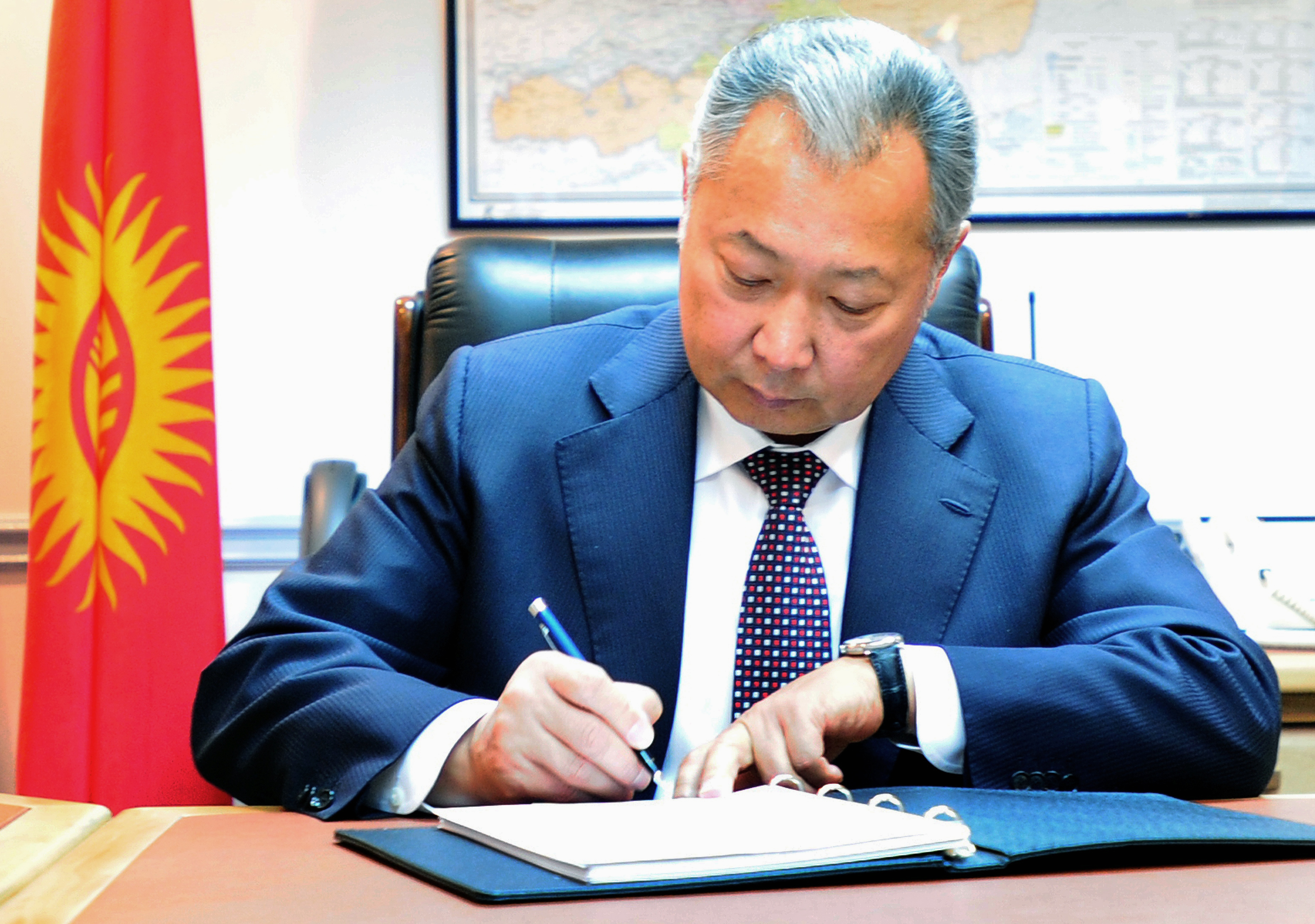
Bakíyev en 2009, poco después de iniciar su segundo mandato.

En enero de 2010, Kirguistán envió una delegación a China, para discutir la mejora de las relaciones económicas. La compañía eléctrica nacional de Kirguistán Natsionalnaya syet electricheskaya y la compañía china Tebian Electric Apparatus firmaron un contrato por $342 millones para construir líneas de 500kv de transmisión de energía Datka-Kemin. Esto tenía como objetivo reducir la considerable dependencia de Kirguistán en el sistema de energía de Asia Central y, consecuentemente, su creciente dependencia económica y política de Rusia. La delegación estuvo encabezada por el hijo de Bakíyev. Sin embargo, para el mes de febrero, el gobierno de Kirguistán se vio obligado a aumentar las tarifas de energía. Según los informes, los costos de calefacción subieron en un 400% y la electricidad en un 170%. Esto generó una fuerte frustración social en la población con respecto a la percepción de la corrupción y el clientelismo en la administración Bakíyev, así como la mala situación económica del país y un reciente aumento de tarifas de servicios públicos. Los medios de comunicación extranjeros compararon el descontento de la población y la situación del país con los previos al derrocamiento de Askar Akayev en 2005, suponiendo que pronto ocurriría un estallido similar.
Rusia apoyó el gobierno de Bakíyev hasta finales de marzo. El Eurasia Daily Monitor informó que el 1 de abril, durante dos semanas, el Kremlin había utilizado los medios de comunicación rusos para ejecutar una campaña negativa contra Bakiyev, describiéndolos a él y a su familia como un grupo de empresarios corruptos interesados únicamente en su beneficio económico a costa del empobrecimiento galopante del país. Rusia controlaba entonces la mayor parte de los medios de comunicación kirguisos. La campaña coincidió con insuficiencia repentina de Bakiyev para llevar a cabo diversas demandas de Rusia relacionadas con las bases militares. El gobierno de Rusia también estableció derechos sobre las exportaciones de energía a Kirguistán, influyó en los precios del combustible y de transporte de inmediato, y se oyó el rumor de que se encargó de organizar a la primera protesta masiva contra la administración de Bakíyev en la ciudad de Talas el 6 de abril.

### Estallido social y derrocamiento

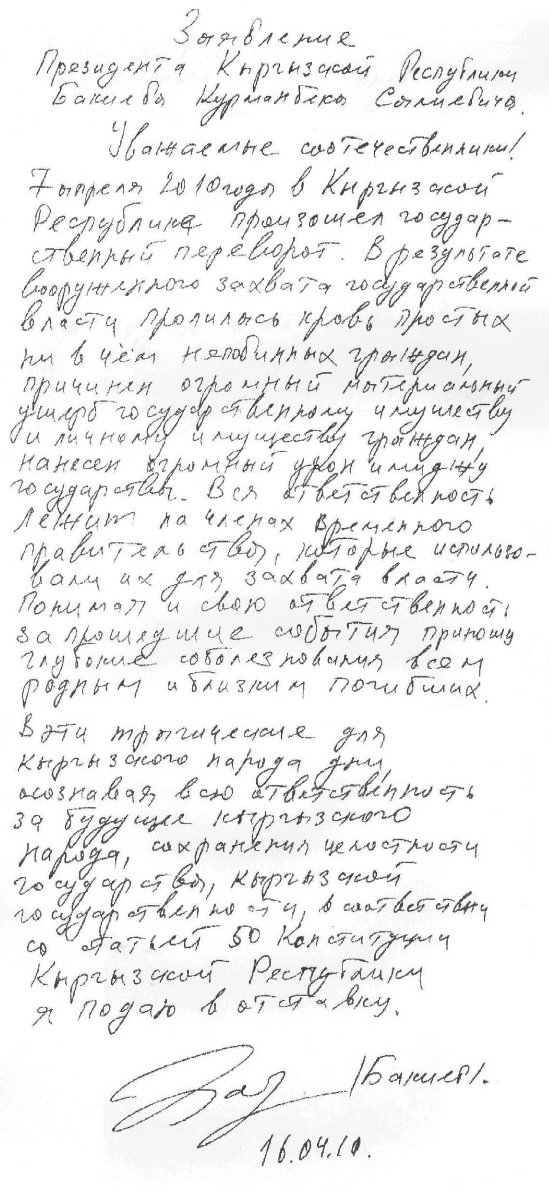
Carta de renuncia de Bakíyev tras su huida del país el 15 de abril.

El 6 de abril en la ciudad occidental de Talas aproximadamente 1000 manifestantes tomaron por asalto la sede del gobierno y capturaron brevemente a los trabajadores del gobierno, teniéndolos como rehenes. Las fuerzas de seguridad volvieron a ocupar el edificio por la tarde, sólo para ser expulsadas nuevamente por los manifestantes. En la mañana del 7 de abril, un pequeño grupo de manifestantes fueron detenidos frente a la sede del Partido Socialdemócrata en Biskek. Cientos de manifestantes se reunieron a continuación, y estalló la violencia en las principales ciudades del país. Los manifestantes de Biskek rodearon la casa de gobierno. La policía comenzó a usar gases lacrimógenos y granadas de aturdimiento para dispersar a los manifestantes. En un intento de entrar en la casa de gobierno, estos condujeron dos camiones contra los portones de la misma, lo que desató una lluvia de balas de munición real, dando como resultado unos cuarenta y un muertos. Aproximadamente una hora después, Bakíyev declaró el estado de emergencia, e impuso un toque de queda.
Ese mismo día, los líderes de la oposición anunciaron la formación de un gobierno provisional encabezado por Rosa Otunbáeva, que tenía programado gobernar por seis meses antes de llamar a nuevas elecciones presidenciales. Pese a esto, Bakiyev, luego de que el Ministerio de Defensa de Kirguistán confirmara que estaba en su residencia en Osh, reconoció que había perdido control sobre la mayoría del territorio kirguiso, pero de todas formas se negó a renunciar. Sin embargo, el 15 de abril, tras una semana de protestas multitudinarias, y luego de que el gobierno provisional de Otunbaeva anunciara que ya tenía bajo su control a la policía y al ejército, Bakíyev finalmente dimitió mediante una carta y huyó del país.

### Exilio
Tras su renuncia, Bakíyev huyó a la ciudad de Taraz, en Kazajistán, anunciando que desde el exilio discutiría con el gobierno de Otunbáeva una solución pacífica para la crisis política. Sin embargo, el gobierno interino rechazó esa idea, poniendo como prueba la carta de renuncia de Bakíyev en la que este abandonaba de manera definitiva el poder, lo cual legitimaba ante la comunidad internacional la administración de Otunbáeva, y respondió exigiendo la extradición de Bakíyev para iniciar un juicio político contra él, solicitud que fue rechazada. Tanto el gobierno ruso de Dmitri Medvédev como el estadounidense de Barack Obama apoyaron al gobierno interino. El 20 de abril, Bakíyev abandonó Kazajistán para finalmente trasladarse a Bielorrusia, donde el Presidente Aleksandr Lukashenko le concedió formalmente asilo político.
El 21 de abril, en un comunicado desde Minsk, capital bielorrusa, Bakíyev dijo que aún considera a sí mismo el presidente del país y se comprometió a hacer todo lo posible para devolver a Kirguistán a su "ámbito constitucional." También objetó que no reconocía su propia renuncia, presentada una semana atrás, bajó la excusa de que la presentó bajo coacción, y exigió a la comunidad internacional que quitara su reconocimiento al gobierno interino. El gobierno de Rusia rechazó esta afirmación con el argumento de que ya había presentado su renuncia diciendo "este documento no puede ser rechazado por una declaración verbal." La respuesta de Bakíyev fue que el gobierno ruso había orquestado un golpe contra él por negarse a tolerar su presencia militar en territorio kirguiso, y por permitir que los estadounidenses utilizaran sus bases para abastecerse durante la guerra de Afganistán.
Un día después de las declaraciones finales de Bakíyev, el 22 de abril, se realizó un referéndum constitucional en Kirguistán, que renunciaba al sistema presidencialista y convertía al país en una república parlamentaria, con el objetivo de fortalecer la democracia. En febrero de 2012 se informó de que a Bakíyev se le concedió finalmente la ciudadanía bielorrusa, en donde reside hasta la actualidad.

### Condenas penales
La inmunidad presidencial de Bakíyev fue legalmente retirada por el gobierno interino kirguís el 27 de abril, tan solo doce días después de su huida del país, luego de que el parlamento reconociera oficialmente el fin de su mandato. El 12 de febrero de 2013, fue juzgado in absentia en Kirguistán bajo el delito de abuso de autoridad, de regresar al país, se enfrentaría a una condena de veinticuatro años de prisión. El 5 de abril de 2014, fue nuevamente condenado por un tribunal de Biskek, bajo el cargo de organizar un atentado contra la vida de un hombre de negocios británico, Sean Daly, a veinticinco años de prisión.